# Krajinka
Krajinka é um filme de drama eslovaco de 2000 dirigido e escrito por Martin Šulík. Foi selecionado como representante da Eslováquia à edição do Oscar 2001, organizada pela Academia de Artes e Ciências Cinematográficas.

## Elenco
- Juraj Paulen - Imro
- Anton Vaculík - Dr. Roth
- Vilma Cibulková - Agáta